# 2522 Триглав
2522 Тригла́в (2522 Triglav) — астероїд головного поясу, відкритий 6 серпня 1980 року.
Тіссеранів параметр щодо Юпітера — 3,228.
Названо на честь Триглава — божества полабських слов'ян, втілення божественного принципу триєдності світу.